# 小城警察署
小城警察署（おぎけいさつしょ）は、佐賀県小城市に本署を置く佐賀県警察所管の警察署である。

## 所管区域
- 小城市
- 多久市

## 所在地
- 佐賀県小城市三日月町久米960

## 沿革
- 2006年（平成18年）4月1日 - 警察署の再編計画により多久警察署を統合し、多久幹部派出所とする。
- 2010年（平成22年）10月 - 新庁舎建築のため、多久幹部派出所を小城警察署仮庁舎として移転
- 2013年（平成25年）3月4日 - 新庁舎で業務開始。

## 組織
- 警務課
  - 警務係
  - 被害者支援係
  - 術科指導係
- 留置管理課
  - 留置管理係
- 会計課
  - 会計係
- 生活安全課
  - 生活安全係
  - 生活安全捜査係
- 地域第一課
  - 地域捜査係
  - 地域係
  - 自動車警ら係
- 地域第二課（多久幹部派出所に設置）
  - 地域係
  - 自動車警ら係
- 刑事課
  - 刑事第一係
  - 刑事第二係
  - 鑑識係
- 交通課
  - 指導・規制係
  - 事故捜査係
- 警備課
  - 警備係

## 幹部派出所

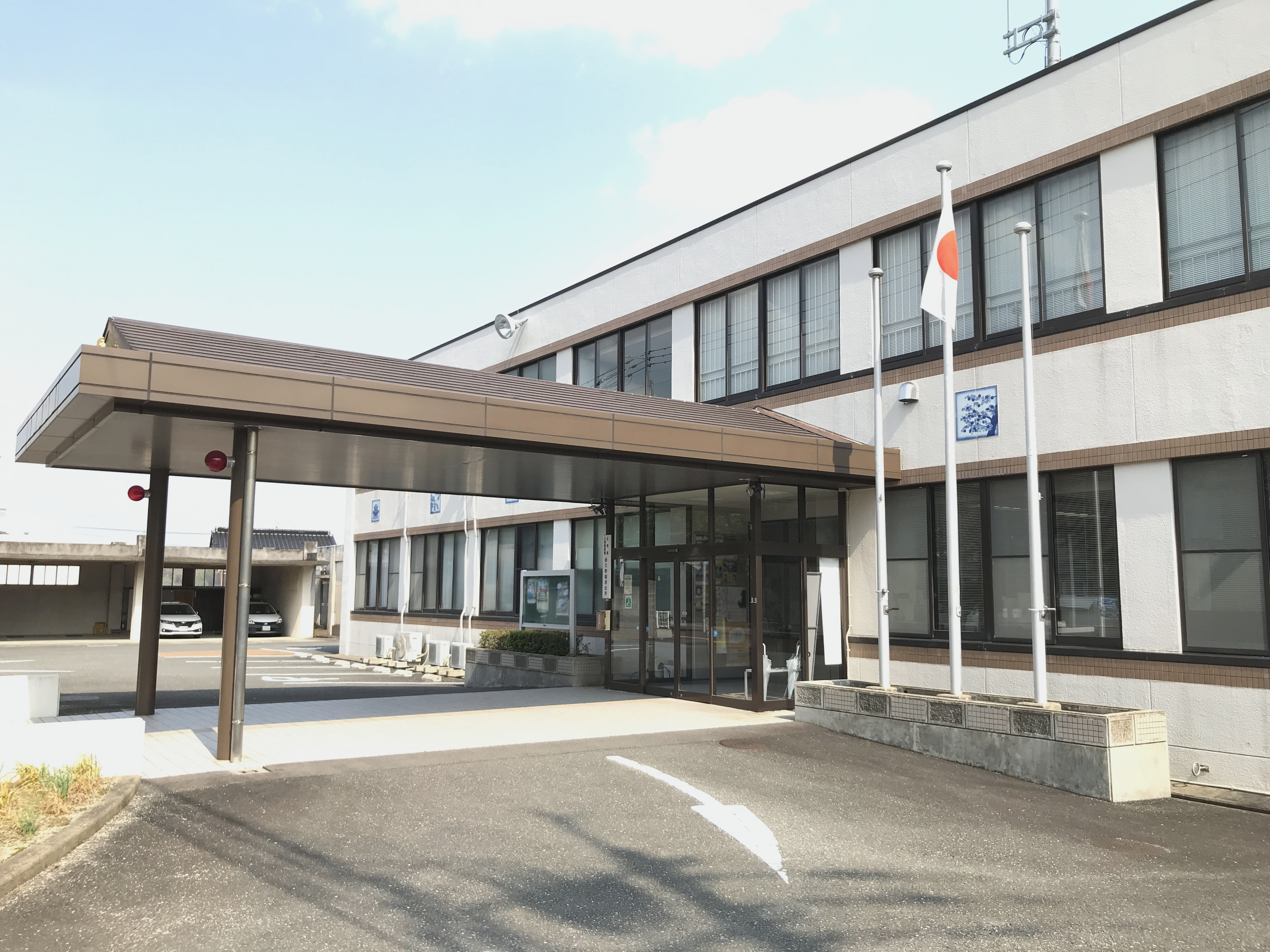
多久幹部派出所

### 多久市
- 多久幹部派出所（多久市北多久町大字小侍7-5） - 旧多久警察署。いわゆる幹部交番としての運用が行われる。

## 交番

### 小城市
- 晴田交番（小城市小城町畑田2336）
- 牛津交番（小城市牛津町柿樋瀬1099-4）

## 駐在所

### 小城市
- 大地町警察官駐在所（小城市三日月町織島2499-3）
- 五条警察官駐在所（小城市三日月町樋口1715-3）
- 牛王警察官駐在所（小城市芦刈町三王崎332-16）
- 東住の江警察官駐在所（小城市芦刈町永田3380-6）

### 多久市
- 東多久警察官駐在所（多久市東多久町大字別府5330-27）
- 納所警察官駐在所（多久市東多久町大字納所2633-3）
- 西多久警察官駐在所（多久市西多久町大字板屋7867-4）
- 多久警察官駐在所（多久市多久町1759-13）
- 南多久警察官駐在所（多久市南多久町大字下多久6126-1）